# Comuna Vasileuți, Secureni
Vasileuți (în ucraineană Василівка, transliterat: Vasîlivka) este o comună în raionul Secureni, regiunea Cernăuți, Ucraina, formată din satele Respopini și Vasileuți (reședința).

## Demografie
Componența lingvistică a comunei Vasileuți
     Ucraineană (99,33%)
     Alte limbi (0,67%)
Conform recensământului din 2001, majoritatea populației comunei Vasileuți era vorbitoare de ucraineană (99,33%), existând în minoritate și vorbitori de alte limbi.